# When You’re Gone (singel Avril Lavigne)
When You’re Gone – drugi oficjalny singel kanadyjskiej piosenkarki Avril Lavigne z jej trzeciego studyjnego albumu zatytułowanego The Best Damn Thing. Poprzednie utwory, promujące album, to Keep Holding On i Girlfriend (oficjalny tzw. "lead single"). 

## Teledysk
Klip, tak samo jak i piosenka, opowiada o odejściu ukochanej osoby. Teledysk ten ukazuje trzy sytuacje:
1. Ciężarna kobieta rozstaje się na jakiś czas z ukochanym, ponieważ wyjeżdża on na wojnę.
2. Para nastolatków rozdzielona przez matkę dziewczyny.
3. Mężczyzna, który stracił ukochaną z powodu jej śmierci. Piosenkarka sama przyznała, że teledysk jest dla niej bardzo osobisty. Sytuacje w nim ukazane pokazują problemy różnych grup wiekowych, jednak dotyczących tego samego – odejścia ukochanej osoby.